# 甲斐野央
甲斐野 央（かいの ひろし、1996年11月16日 - ）は、兵庫県西脇市出身のプロ野球選手（投手）。右投左打。埼玉西武ライオンズ所属。

## 経歴

### プロ入り前
少年野球のコーチである実父の影響で西脇市立桜丘小学校3年生のときに黒田庄少年野球団で野球を始め、西脇市立黒田庄中学校では軟式野球部に所属し、投手と内野手を兼任していた。中学3年時には兵庫県選抜で全国大会優勝を経験したが、選抜のチームメイトであった松本航の実力に圧倒され、投手を断念したこともあった。
東洋大学附属姫路高校へ進学すると、1年秋からベンチ入り。投手も務めていたが、本職は三塁手であり、3年夏も背番号5を背負ってマウンドに上がった。高校時代の最高戦績は2年夏の県大会準優勝であり、甲子園出場経験は無し。投手としては最速143km/hを計測していた。1学年後輩に岩田幸宏がいる。
東洋大学経営学部会計ファイナンス学科への進学後は投手に専念し、1年秋から東都大学野球リーグ戦に登板。3年秋にリーグ戦初勝利を挙げると、5勝1敗を記録してチームのリーグ優勝に貢献し、ベストナインと最優秀投手を受賞。4年春は守護神として9試合に登板し、チームのリーグ優勝に貢献した。日米大学野球選手権とハーレム国際大会の日本代表に選出され、12大会ぶりに優勝を果たしたハーレム国際大会では、クローザーとして決勝戦にも登板し、胴上げ投手となった。2018年8月29日に神宮球場で開催されたU-18アジア選手権日本代表の壮行試合では、大学日本代表の7番手投手として9回表に登板すると、最速158km/hを計測。9月19日にプロ志望届を提出した。同級生に中川圭太、梅津晃大、上茶谷大河、末包昇太、藤井聖がいる（梅津とは学部学科も同じ）。
10月25日に開催されたドラフト会議にて、福岡ソフトバンクホークスから外れ外れ1位指名を受け、11月27日に年俸1500万円、契約金は1億円プラス出来高5000万円（金額は推定）という条件で入団に合意。12月6日には新入団選手発表記者会見が行われた。背番号は20。担当スカウトは宮田善久。

### ソフトバンク時代

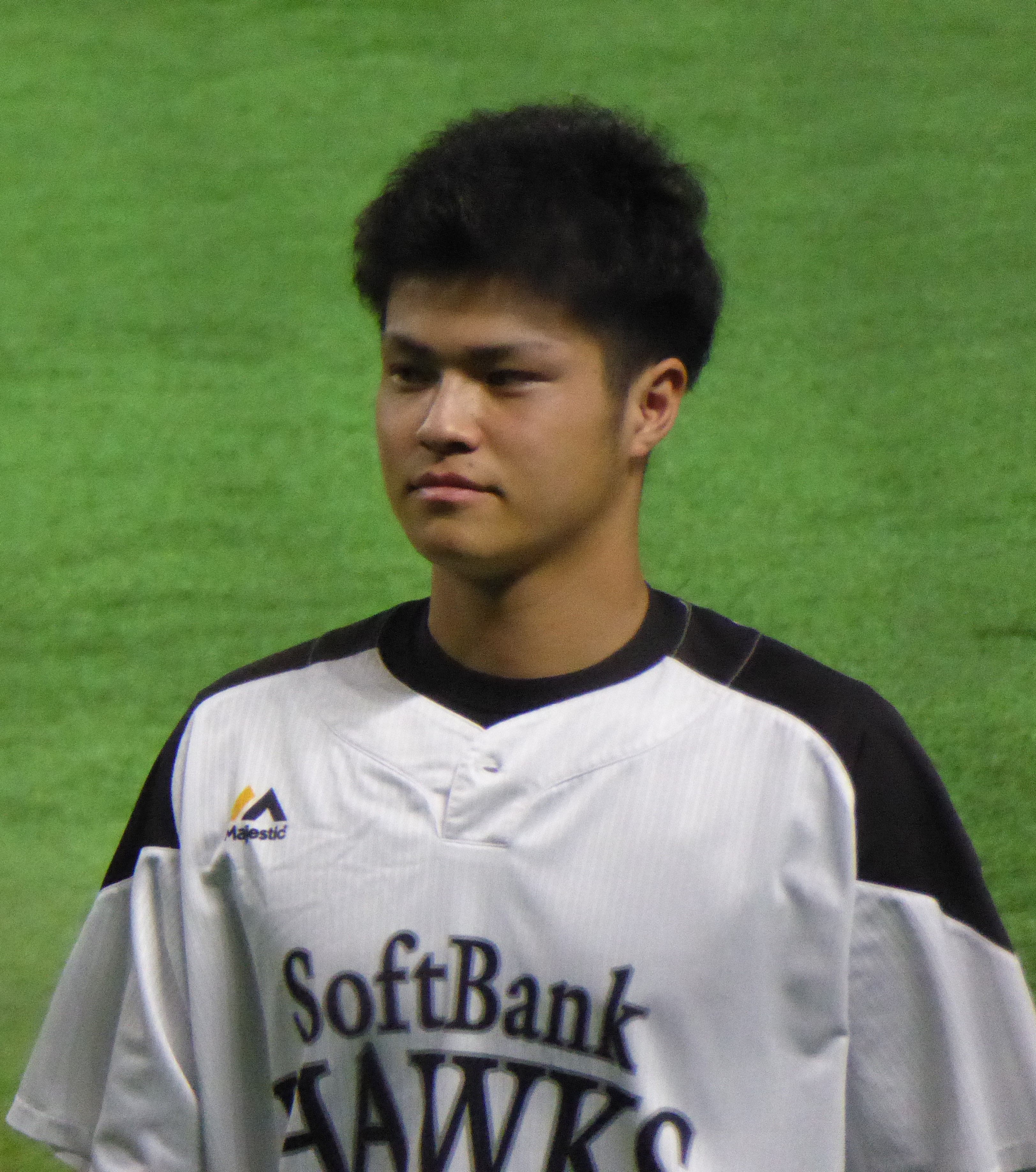
福岡ソフトバンクホークス時代
（2019年8月12日 福岡ヤフオク!ドーム）

2019年は春季キャンプをA組でスタートし、リリーフとして開幕を一軍で迎えると、埼玉西武ライオンズとの開幕戦で延長10回表から登板。いきなり3者連続奪三振を記録するなど、2回1安打5奪三振無失点に抑えると、直後にチームがサヨナラ勝ちを収めたことで、甲斐野にプロ初勝利が記録された。3月31日の同カードでプロ初ホールドを挙げると、以降はセットアッパーを務め、4月25日のオリックス・バファローズ戦でも無失点に抑え、5投手が保持していた新人におけるデビューからの連続試合無失点のプロ野球記録（10試合連続）を更新。5月3日の東北楽天ゴールデンイーグルス戦で失点を喫し、記録は13試合連続でストップした。この試合も含めて3試合連続失点を喫し、その後しばらくはホールドが付かない場面での登板が続いたものの、6月中旬に故障で離脱した守護神の森唯斗の代役に抜擢され、6月20日の東京ヤクルトスワローズ戦でプロ初セーブ。約1か月間抑えを務め、森の復帰後は再びセットアッパーを任され、後半戦は複数失点での救援失敗が目立ったものの、ルーキーイヤーは一軍で65試合に登板し、2勝5敗26ホールド8セーブ・防御率4.14を記録した。ポストシーズンでは楽天とのCSファーストステージに2試合、西武とのCSファイナルステージに3試合、読売ジャイアンツとの日本シリーズに3試合登板。計8試合で2失点と好投し、チームの日本一に貢献した。オフの11月に開催された第2回プレミア12の日本代表に選出され、同大会では5試合の登板で無安打無失点と好投し、日本の優勝に貢献。12月10日の契約更改交渉では、3500万円増となる推定年俸5000万円でサインした。
2020年も春季キャンプをA組でスタートしたが、2月13日のブルペン投球後に右肘の違和感を訴え、練習オフの翌14日にMRI検査を受けた結果、右肘内側側副靱帯一部損傷と診断された。PRP療法を受け、7月24日の二軍戦で実戦復帰を果たした。しかし、これがこの年最後の実戦登板となり、一軍登板が無くシーズンを終えた。オフの12月4日に右肘関節鏡視下関節形成術を受け、復帰に約3か月を要する見込みであることが球団から発表された。同14日の契約更改交渉では、1200万円減となる推定年俸3800万円でサインした。
2021年は5月8日の三軍戦で10か月ぶりに実戦復帰。ブランクに加えてコンパクトな投球フォームに変更したこともあり、実戦感覚を取り戻すまでに時間がかかったが、前半戦最終戦となった7月14日に一軍昇格。この日の登板は無かったものの、後半戦の開幕も一軍で迎え、8月15日の北海道日本ハムファイターズ戦で662日ぶりの一軍登板を果たした。9月2日の楽天戦では774日ぶりのセーブも記録したが、好不調の波が激しく、この年は22試合の登板で0勝2敗1セーブ4ホールドを記録するも、防御率4.35と安定感を欠いた。オフに200万円減となる推定年俸3600万円で契約を更改した。
2022年は春季キャンプをA組でスタートしたが、制球難を露呈し、オープン戦期間中に二軍降格となった。6月17日に出場選手登録となり、同日の楽天戦でシーズン初登板。自己最速の160km/hを計測し、1イニングを1安打3奪三振無失点に抑えた。6月29日に新型コロナウイルス陽性判定を受けて戦列を離れたものの、7月29日の一軍復帰以降はシーズン終了まで一軍に帯同し、この年は27試合の登板で2勝0敗3ホールド・防御率2.52を記録。オフに現状維持となる推定年俸3600万円で契約を更改した。
2023年も春季キャンプをA組でスタート。オープン戦最終戦となった3月26日の広島東洋カープ戦に登板して1イニングを投げたが、2被弾を含む4安打4失点と振るわず、開幕直前に二軍降格となった。二軍では15試合の登板で防御率3.45という成績であったが、松本裕樹のリフレッシュのために急遽一軍昇格が決まり、5月13日に出場選手登録。翌14日のオリックス戦でシーズン初登板を果たすと、交流戦ではチームトップタイの9登板とフル回転し、7月1日の西武戦では2年ぶりのセーブも記録した。その後もシーズン終了まで一軍に帯同し、この年は46試合の登板で3勝1敗8ホールド2セーブ・防御率2.53を記録。オフに400万円増となる推定年俸4000万円で契約を更改した。

### 西武時代
2024年1月11日、国内FA権を行使して西武からソフトバンクへ移籍した山川穂高の人的補償として、甲斐野が西武へ移籍することが発表された。背番号は34。
レギュラーシーズンでは開幕を一軍で迎え、開幕当初は8回のセットアッパーとして起用されたが、4月12日のソフトバンク戦で逆転を許し、シーズン初失点初黒星を喫した。さらに同19日の楽天戦では4点リードの8回表から登板し、岡島豪郎に3点本塁打を被弾。その後は3試合連続でベンチ外となり、4月24日には右肘の違和感で出場選手登録を抹消された。5月14日の二軍戦で実戦復帰し、最速154km/hを計測したが、続く同17日の登板では最速148km/hにとどまり、その後は「患部に痛みがあったので、もう一回つくりなおした」と再び実戦から離れた。8月4日の三軍戦で再び実戦復帰を果たし、同24日の出場選手登録以降はシーズン終了まで一軍に帯同し、この年は19試合の登板で0勝2敗11ホールド・防御率2.95を記録。11月26日、500万減となる推定年俸3500万円で契約を更改した。

## 選手としての特徴
オーバースローから最速160km/hの速球と140km/h台のフォークボールを中心に投球を組み立てる。
大学時代に公称で最速158km/h（前述）のストレートについては、東洋大学4年時（2018年）の東都大学野球春季リーグ・対立正大学戦（神宮）での救援登板でストレートを投じたところ、甲斐野の投球を視察していたMLB球団スカウトのスピードガンで159km/hを計測した（神宮球場での球速表示では152km/h）。
東洋大学への入学後から投手へ専念したにもかかわらず、右投手としてNPBの数球団で活躍した玉井信博（3年時の2017年シーズンからコーチへ就任）の指導によって、4年時には大学球界を代表するクローザーにまで成長した。その一方で、球界関係者からは先発投手としての素養も見込まれている。現に、4年時に参加した大学日本代表選考合宿で甲斐野の投球動作を解析したところ、投じたボールの毎分回転数が2400回以上に達することが判明した。この回転数は合宿に参加した代表候補投手で最も多く、MLB投手の平均値（毎分2263回転）を上回るという。

## 人物
明るく気さくな性格であり、チームのムードメーカー的存在。
名前の央は「名字の『甲』は甲子園、『野』は野球。甲子園の中『央』に立つような男になってほしい」との思いから父親につけられた。
2021年1月8日に一般女性と結婚したことを発表。

## 詳細情報

### 年度別投手成績
| 年 度     | 球 団        | 登 板 | 先 発 | 完 投 | 完 封 | 無 四 球 | 勝 利 | 敗 戦 | セ 丨 ブ | ホ 丨 ル ド | 勝 率 | 打 者 | 投 球 回 | 被 安 打 | 被 本 塁 打 | 与 四 球 | 敬 遠 | 与 死 球 | 奪 三 振 | 暴 投 | ボ 丨 ク | 失 点 | 自 責 点 | 防 御 率 | W H I P |
| --------- | ------------ | ----- | ----- | ----- | ----- | -------- | ----- | ----- | -------- | ----------- | ----- | ----- | -------- | -------- | ----------- | -------- | ----- | -------- | -------- | ----- | -------- | ----- | -------- | -------- | ------- |
| 2019      | ソフトバンク | 65    | 0     | 0     | 0     | 0        | 2     | 5     | 8        | 26          | .286  | 253   | 58.2     | 49       | 6           | 34       | 1     | 4        | 73       | 3     | 0        | 28    | 27       | 4.14     | 1.41    |
| 2021      | ソフトバンク | 22    | 0     | 0     | 0     | 0        | 0     | 2     | 1        | 4           | .000  | 88    | 20.2     | 16       | 3           | 10       | 0     | 2        | 25       | 1     | 0        | 10    | 10       | 4.35     | 1.26    |
| 2022      | ソフトバンク | 27    | 0     | 0     | 0     | 0        | 2     | 0     | 0        | 3           | 1.000 | 106   | 25.0     | 19       | 0           | 14       | 1     | 0        | 27       | 0     | 0        | 7     | 7        | 2.52     | 1.32    |
| 2023      | ソフトバンク | 46    | 0     | 0     | 0     | 0        | 3     | 1     | 2        | 8           | .750  | 172   | 42.2     | 33       | 2           | 13       | 0     | 2        | 39       | 0     | 0        | 12    | 12       | 2.53     | 1.08    |
| 2024      | 西武         | 19    | 0     | 0     | 0     | 0        | 0     | 2     | 0        | 11          | .000  | 81    | 18.1     | 15       | 2           | 10       | 2     | 1        | 15       | 0     | 0        | 7     | 6        | 2.95     | 1.36    |
| 通算：5年 | 通算：5年    | 179   | 0     | 0     | 0     | 0        | 7     | 10    | 11       | 52          | .412  | 700   | 165.1    | 132      | 13          | 81       | 4     | 9        | 179      | 4     | 0        | 64    | 62       | 3.38     | 1.29    |

- 2024年度シーズン終了時

### WBSCプレミア12での投手成績
| 年 度 | 代 表 | 登 板 | 先 発 | 勝 利 | 敗 戦 | セ ｜ ブ | 打 者 | 投 球 回 | 被 安 打 | 被 本 塁 打 | 与 四 球 | 敬 遠 | 与 死 球 | 奪 三 振 | 暴 投 | ボ ｜ ク | 失 点 | 自 責 点 | 防 御 率 |
| ----- | ----- | ----- | ----- | ----- | ----- | -------- | ----- | -------- | -------- | ----------- | -------- | ----- | -------- | -------- | ----- | -------- | ----- | -------- | -------- |
| 2019  | 日本  | 5     | 0     | 2     | 0     | 0        | 15    | 5.0      | 0        | 0           | 0        | 0     | 0        | 7        | 0     | 0        | 0     | 0        | 0.00     |

### 年度別守備成績
| 年 度 | 球 団        | 投手  | 投手  | 投手  | 投手  | 投手  | 投手     |
| 年 度 | 球 団        | 試 合 | 刺 殺 | 補 殺 | 失 策 | 併 殺 | 守 備 率 |
| ----- | ------------ | ----- | ----- | ----- | ----- | ----- | -------- |
| 2019  | ソフトバンク | 65    | 3     | 11    | 0     | 1     | 1.000    |
| 2021  | ソフトバンク | 22    | 1     | 3     | 0     | 0     | 1.000    |
| 2022  | ソフトバンク | 27    | 0     | 4     | 1     | 0     | .800     |
| 2023  | ソフトバンク | 46    | 1     | 9     | 0     | 0     | 1.000    |
| 2024  | 西武         | 19    | 2     | 4     | 1     | 0     | .857     |
| 通算  | 通算         | 179   | 7     | 31    | 2     | 1     | .950     |

- 2024年度シーズン終了時

### 記録

#### 初記録
投手記録
- 初登板・初勝利：2019年3月29日、対埼玉西武ライオンズ1回戦（福岡 ヤフオク!ドーム）、10回表に6番手で救援登板・完了、2回無失点[22]
- 初奪三振：同上、10回表に山川穂高から空振り三振
- 初ホールド：2019年3月31日、対埼玉西武ライオンズ3回戦（福岡 ヤフオク!ドーム）、8回表に4番手で救援登板、2/3回無失点
- 初セーブ：2019年6月20日、対東京ヤクルトスワローズ3回戦（明治神宮野球場）、9回裏に4番手で救援登板・完了、1回無失点

#### その他の記録
- 16試合連続ホールドポイント：2025年4月27日、対オリックス・バファローズ6回戦（ベルーナドーム）- 2025年6月19日、対横浜DeNAベイスターズ3回戦（横浜スタジアム）※埼玉西武球団記録、パ・リーグ2位[100][101][102]

### 背番号
- 20（2019年[17] - 2023年）
- 34（2024年[76] - ）

### 登場曲
- 「I Was Born To Love You」 Queen（2019年 - ）[103]

### 代表歴
- 2018年 第42回 日米大学野球選手権大会 日本代表[104]
- 2018年 第29回 ハーレムベースボールウィーク 日本代表[105]
- 2019 WBSCプレミア12 日本代表